# 沃爾布

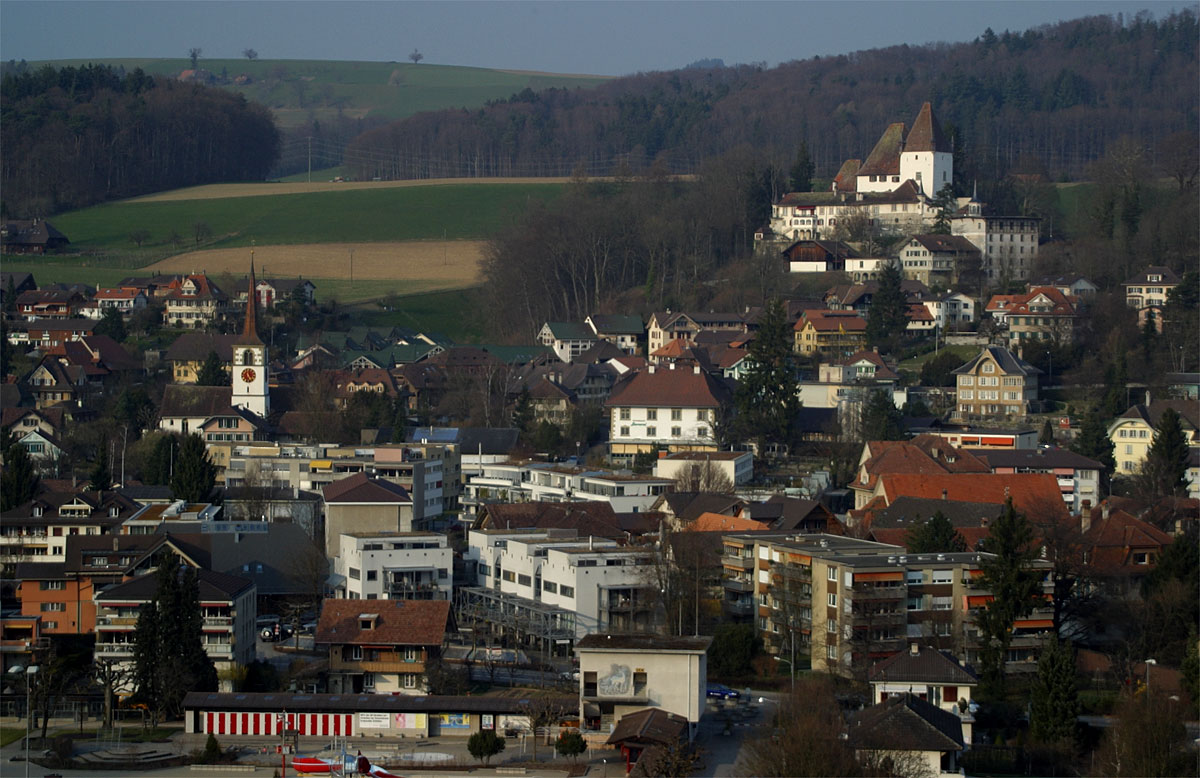

沃爾布（德語：Worb）是瑞士的一座城鎮，位於該國中西部，距離首府伯恩約10公里，由伯恩州負責管轄，面積21.1平方公里，海拔高度585米，居民主要從事服務業，2010年人口11,364。

## 景点
- 沃尔布城堡